# Надін Ередіа
Надін Ередіа Аларкон де Умала (ісп. Nadine Heredia Alarcón de Humala нар. 25 травня 1976, Ліма, Перу) — перуанський політик, дружина Президента Перу Ольянта Умала і перша леді Перу з 2011 по 2016 роки. Президент Перуанської націоналістичної партії (ПНП) і вважається досить впливовою фігурою в перуанській політиці. Вона очолює ПНП з грудня 2013 року.

## Біографія
Ередіа і її чоловік мали батьків, які виховували їх в середовищі мови Кечуа.
Вона співпрацювала у створенні Перуанської націоналістичної партії, яку в даний час і очолює.
З 2017 року перуанське правосуддя розслідує скоєні нею серйозні випадків корупції, узурпації влади і відмивання грошей. Кошти були нібито спрямовані на фінансування виборчої кампанії Президента Ольянта Умали.